# Portret van Agnolo Doni
Agnolo Doni is een schilderij van de kunstenaar Rafaël Santi, beter bekend onder zijn voornaam Rafaël. Het hangt in de Galleria Palatina in het Palazzo Pitti in Florence.
Het schilderij is uitgevoerd in olieverf op paneel en het meet 65 × 45,7 cm. Het is gemaakt in 1506-1507. Afgebeeld is de welgestelde handelaar Agnolo Doni. Het schilderij werd gemaakt om samen met dat van zijn vrouw Maddalena Doni (Rafaël) tentoongesteld te worden. Het werd gemaakt kort na hun bruiloft, die in 1504 plaatsvond. De rijke Florentijnse handelaar was een mecenas en kunstverzamelaar. In de periode rond 1507 gaf hij bijvoorbeeld ook Michelangelo een opdracht; deze moest een schilderij maken van de Heilige familie met de jonge St. Johannes, dat nu bekendstaat als de Tondo Doni en wordt tentoongesteld in het Uffizi museum.
Voorbeeld voor het maken van twee bij elkaar horende schilderijen (een pendant genaamd) was het werk van Piero della Francesca, die nogal stijve portretten maakte van de graaf van Montefeltro en zijn vrouw Battista. Ook is de schilderstijl van Rafaël op dat moment van zijn leven sterk beïnvloed door het werk van Leonardo.